# Valenzuela gonostigma
Valenzuela gonostigma är en insektsart som först beskrevs av Günther Enderlein 1906.  Valenzuela gonostigma ingår i släktet Valenzuela och familjen fransvingestövsländor. Inga underarter finns listade i Catalogue of Life.